# Dom Heleny Grossówny
Dom Heleny Grossówny – zabytkowy dom w Toruniu, mieszczący się przy ulicy PCK 30, obecnie przenoszony na ulicę Wolę Zamkową w Toruniu.
Budynek został wybudowany w 1890 roku przez toruńskiego rolnika Gottlieba Schütza. Ze względu na ograniczenia budowlane w rejonie fortecznym budynek wzniesiono w konstrukcji szkieletowej z wypełnieniem ceglanym. W latach 1918–1928 na pierwszym piętrze budynku mieszkała Waleria Gross z córkami i synem. Jedną z córek była aktorka i tancerka Helena Grossówna.
Na początku 2021 roku planowano wyburzyć budynek. Rozbiórka została oprotestowała przez społeczników, Towarzystwo Opieki nad Zabytkami oraz marszałka województwa kujawsko-pomorskiego Piotra Całbeckiego. Na mocy decyzji wojewódzkiego konserwatora zabytków wycofano się z wyburzenia budynku. W sierpniu 2021 roku Dom Grossówny wpisano do rejestru zabytków. Zaplanowano, by budynek został przeniesiony na ul. Wolę Zamkową. Demontaż rozpoczął się w czerwcu 2022 roku. W przeniesionym budynku ma powstać Dom Aktora – instytucja pełniąca m.in. funkcję klubu, świetlicy, a także będąca miejscem pamięci po Helenie Grossównie i Poli Negri. Po przeniesieniu budynku na ulicy PCK 30 powstanie parking.
Budynek wpisany jest także do gminnej ewidencji zabytków (nr 1795).